# Ковзанярський спорт на зимових Олімпійських іграх 2018 — 5000 метрів (жінки)
Змагання з ковзанярського спорту серед жінок на дистанції 5000 метрів на зимових Олімпійських іграх 2018 пройшли 16 лютого в місті Каннин (Південна Корея).

## Розклад
Час UTC+9
| Дата      | Змагання | Подія         |
| --------- | -------- | ------------- |
| 16 лютого | 20:00    | 5000 м, жінки |

## Результати
Заїзди розпочались о 20:00 за місцевим часом (UTC+9).
| Місце | Пара | Доріжка | Ім'я                  | Країна                       | Час     | Відставання | Нотатки |
| ----- | ---- | ------- | --------------------- | ---------------------------- | ------- | ----------- | ------- |
| 1     | 4    | O       | Есме Віссер           | Нідерланди                   | 6:50.23 | –           | TR      |
| 2     | 6    | O       | Мартіна Сабликова     | Чехія                        | 6:51.85 | +1.62       |         |
| 3     | 6    | I       | Наталія Вороніна      | Спортсмени-олімпійці з Росії | 6:53.98 | +3.75       |         |
| 4     | 1    | I       | Аннаук ван дер Вейден | Нідерланди                   | 6:54.17 | +3.94       |         |
| 5     | 5    | I       | Івані Блонден         | Канада                       | 6:59.38 | +9.15       |         |
| 6     | 3    | O       | Ізабель Вайдеман      | Канада                       | 6:59.88 | +9.65       |         |
| 7     | 1    | O       | Марина Зуєва          | Білорусь                     | 7:04.41 | +14.18      |         |
| 8     | 5    | O       | Клаудія Пехштайн      | Німеччина                    | 7:05.43 | +15.20      |         |
| 9     | 4    | I       | Місакі Осіґірі        | Японія                       | 7:07.71 | +17.48      |         |
| 10    | 2    | I       | Єлена Петерс          | Бельгія                      | 7:10.26 | +20.03      |         |
| 11    | 2    | O       | Карлейн Схаутенс      | США                          | 7:13.28 | +23.05      |         |
| 12    | 3    | I       | Нана Такаґі           | Японія                       | 7:17.45 | +27.22      |         |